# Столицке-Врхи

Местоположение массива

Сто́лицке Врхи (словац. Stolické vrchy) — горный массив в центральной Словакии, самая высокая часть Словацких Рудных гор во внутренних Западных Карпатах. Общая площадь массива составляет около 600 км². Наивысшая точка — гора Столица, 1477 метров.
На севере массив граничит с другим — Вепорске-Врхи, на северо-востоке с Муранским плоскогорьем, в восточной оконечности — с Воловске Врхи и с Ревуцка-Врховина на юге.
В Столицке Врхи выделяют четыре отдельных геоморфологических узла:
- Stolica
- Tŕstie
- Klenovské vrchy
- Málinské vrchy

Северные склоны наивысшей точки массива, горы Столица, являются источником влаги для реки Слана. Весь массив по своей длине граничит с национальным парком Муранска планина и национальным парком Словацкий Рай. На некоторых склонах массива сохранились леса. Наличие в горных породах минеральных ресурсов стимулировало создание средневековых поселений и шахтерских городов (например, Кокава-над-Римавицоу) вдоль подножия массива.